# Draba ellipsoidea
Draba ellipsoidea är en korsblommig växtart som beskrevs av Joseph Dalton Hooker och Thomas Thomson. Draba ellipsoidea ingår i släktet drabor, och familjen korsblommiga växter. Inga underarter finns listade i Catalogue of Life.